# Dynasty Warriors: Gundam 2
Dynasty Warriors: Gundam 2 (ガンダム無双2, Gundam Musō 2) est un jeu vidéo de type hack 'n' slash développé par Koei et Omega Force, puis édité par Namco Bandai Games en décembre 2008 sur PlayStation 2, PlayStation 3 et Xbox 360,,.
Il fait partie des séries Dynasty Warriors et Mobile Suit Gundam.